# Robin Blase

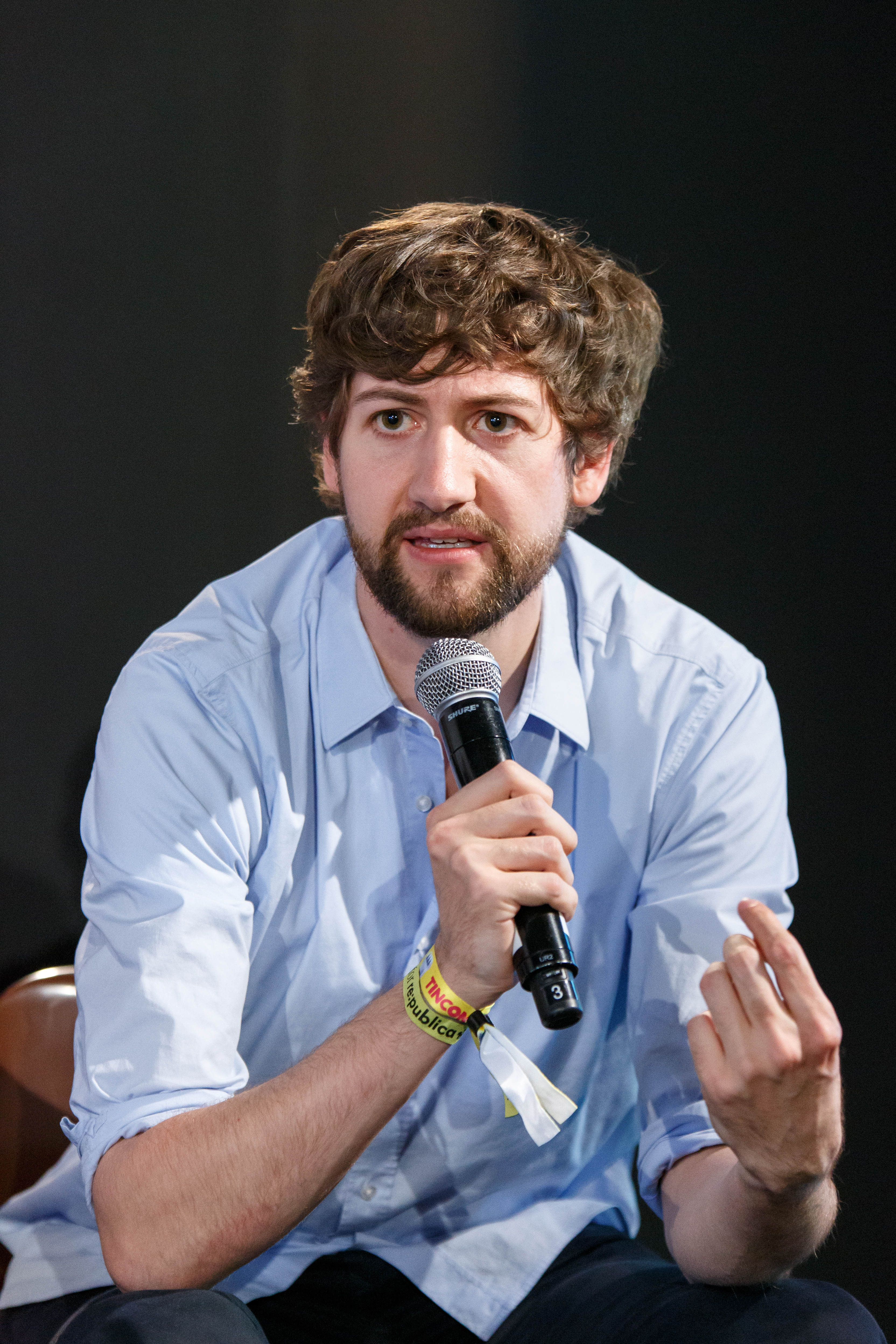
Robin Blase auf der re:publica 2019

Robin Blase (* 17. Oktober 1991 in Mannheim) ist ein deutscher Webvideoproduzent, Schauspieler, Moderator, Podcaster und Geschäftsführer. Bekannt wurde er unter anderem durch seinen Youtube-Kanal RobBubble, den er bereits seit 2006 betreibt.

## Leben
Robin Blase fand seinen Anfang in den Onlinemedien im Alter von 14 Jahren mit seinem Gaming-Podcast, der 2007 mit dem Deutschen Podcast Award ausgezeichnet wurde. Dies führte zu seinen ersten Jobs während seiner Schulzeit, unter anderem als freier Radiomoderator für Gaming-Themen beim Deutschlandfunk und als Podcaster für das Online-Magazin Onlinewelten.com. Sein erstes YouTube-Video lud er vor über 10 Jahren auf die Plattform. Während seines Schauspielstudiums in Los Angeles begann Robin als Produktionsassistent für den bekannten YouTuber Phillip DeFranco zu arbeiten und konnte so YouTube von einem der größten Stars der Plattform lernen.
Zu Beginn seines zweiten Studiums in Film- und Fernsehproduktion in Berlin entwickelte er für das Multi-Channel-Netzwerk Mediakraft die Kanäle Was Geht Ab!? und Techscalibur und leitete diese als Creative Producer.
Seit 2014 ist er bei YouTube-Produktionen als Creative Producer und Influencer-Marketing-Experte für verschiedene Netzwerke, Produktionsfirmen und Unternehmen tätig, wie zum Beispiel bei dem Studio71-Projekt Mansion The Mansion oder als Chefredakteur der EinsPlus-Sendung 1080NerdScope, eines Pilotprojekts für funk – das Contentnetzwerk von ARD & ZDF.
Als Experte steht er als Speaker auf Events wie der re:publica, der Cebit oder der Dmexco auf der Bühne, bei N24 oder dem KiKA vor der Kamera oder ist Jurymitglied beim Digitalaward. Als Moderator moderierte er Events wie den Red Carpet bei der Goldenen Kamera, die YouTube-Interviews von Angela Merkel und Martin Schulz oder Videos vom WDR-Kanal reporter.
Robin Blase war außerdem im März 2019 in der ARD-Serie Lindenstraße in zwei Folgen zu sehen. Ende Mai 2019 war er Gast der Phoenix Runde.
Anfang 2017 gründete er gemeinsam mit seiner Geschäftspartnerin Claudia Langer die Richtig Cool GmbH, eine Produktionsfirma und Agentur, die sich auf ganzheitliche Konzeption und Umsetzung von Videoinhalten im Netz spezialisiert hat. Zu den Kunden zählen das Bundesministerium für Familie, Senioren, Frauen und Jugend, Funk, Yello Strom, MyHammer, der Rundfunk Berlin-Brandenburg, Ubisoft und die Bundeszentrale für politische Bildung.
Seinen eigenen Satire- und Comedy-Kanal RobBubble, der für den Webvideopreis 2014 nominiert wurde und 2017 den ZDI Talents Award des ZDF für das beste Webserien-Konzept gewann, betreibt er seit November 2013. Robin hat so bereits über sechs Kanäle inhaltlich konzipiert oder mitgestaltet, die von YouTube mit dem Silbernen Playbutton (über 100.000 Abonnenten) ausgezeichnet wurden. Gemeinsam mit dem YouTube-Kollegen David Hain startete er im Januar 2018 den erfolgreichen Podcast Lästerschwestern (Best Podcast 2018 sowohl bei iTunes als auch Spotify), seit Januar 2021 führt er diesen mit der Journalistin Lisa Ludwig weiter. Außerdem ist Robin einer der Hosts des funk Reportage Kanals follow me.reports.
Neben YouTube engagiert er sich mit Loot für die Welt (nominiert für den Deutschen Webvideopreis 2015, Gewinner Deutscher Webvideopreis 2017 in der Kategorie „Social Good“, nominiert für den Deutschen Entwicklerpreis 2018), einem jährlichen Twitch-Livestream für gemeinnützige Zwecke. Die Aktion, die gemeinsam mit den YouTubern LeFloid, Frodoapparat & den Space Frogs ins Leben gerufen wurde, hat bereits über eine Dreiviertelmillion Euro an wohltätige Organisationen spenden können. Robin ist außerdem Gründungsmitglied des Webvideo-Verein 301+ e.V., wo er sich gemeinsam mit anderen bekannten YouTubern für mehr Transparenz und Fairness in der Webvideobranche einsetzt.

## Karriere

### Schauspielerei
Robin Blase stand bereits in seiner Schulzeit im Schultheater und auch außerhalb der Schule auf der Bühne. Direkt nach dem Abitur begann er 2010 ein Schauspiel-Studium am Lee Straßberg Theatre and Film Institute in Hollywood, das er 2012 abschloss. Währenddessen stand er bei zahlreichen Studenten- und Indie-Filmen vor der Kamera.
Im selben Zeitraum absolvierte er außerdem eine Improvisations-Comedy Ausbildung an der Groundling School of Improv.
Als Schauspieler war Blase unter anderem mit dem Warner Bros Sketch-Comedy Piloten Snipers, Sketchen des RTL-Formats Comedy Rocket und Folge 1664–1665 der Lindenstraße zu sehen.

### Moderation
Robin Blase moderierte bereits im Alter von 15 Jahren Radiobeiträge für den Deutschlandfunk und den Podcast des Gaming-Magazins Onlinewelten.com, nachdem er bereits in jungen Jahren eine Sprecher-Ausbildung an der Deutschen Hörfunkakademie absolvierte. Er ist außerdem ausgebildeter NLP Trainer und hat im Rahmen seines Schauspielstudiums Bühnenerfahrung sammeln können. Er moderiert Konferenzen, Events, Fernsehsendungen und YouTube-Formate. Hervorstechend waren die Moderation des Roten Teppichs bei der Goldenen Kamera, eine fünfstündige Moderation des Wahl-Livestreams #WirGehenWählen, die Moderation der Interviews von Angela Merkel und Martin Schulz und die Moderation der Fernsehsendung #1080NerdScope auf dem Sender EinsPlus für über 50 Folgen.

### YouTube
Der YouTube-Kanal RobBubble wurde bereits im Dezember 2006 gegründet. Ursprünglich als weitere Ausspiel-Plattform für Blases gleichnamigen Gaming-Podcast gedacht, bekam der Kanal 2013 Comedy–Satire-Inhalte. Der Kanal wurde 2014 für den Deutschen Webvideopreis in der Kategorie „Newcomer“ nominiert und 2017 mit dem ZDI Talent Award für das beste Webserien-Konzept ausgezeichnet. Der Kanal bietet eine Mischung aus Unterhaltung, Comedy und Satire mit journalistischen Inhalten. Zu den Inhalten gehörte ein fünfstündiger Livestream zur Bundestagswahl 2017, der parodistische Rap-Charakter Mitabeitah, eine Gewinnspiel-Reportage mit dem WDR, sowie die Comedy-Krimiserie Haftbefehl. Auch ein Video über Tierquälerei erhielt große Aufmerksamkeit, unter anderem reagierten Julien Bam und Rezo darauf.

### Was geht ab?!
2013 entwickelte Robin Blase im Auftrag des YouTube-Netzwerks Mediakraft den News-Kanal Was Geht Ab?!, mit den Erfahrungen, die er durch seine Zeit beim Vorbild Sourcefed in den USA sammeln konnte. Dort stand er als Moderator gemeinsam mit zahlreichen anderen YouTubern, wie LeFloid, den Space Frogs, Frodoapparat, Fewjar, Marti Fischer, Ooobacht, Alive4Fashion und Ben Jaworskyj vor der Kamera und war gemeinsam mit Dominik Lehmann hinter der Kamera als Creative Producer verantwortlich. Ziel des Kanals war es, tagesaktuelle News für junge Menschen interessant und zugänglich zu vermitteln. Der Kanal erreichte über 250.000 Abonnenten.
Im April 2015 kündigte Robin Blase seinen Job bei Mediakraft und verließ damit auch den Kanal.

### Techscalibur
2013 entwickelte Blase den Nerd-News-Kanal Techscalibur für Mediakraft, nach dem US-Vorbild Sourcefed Nerd, bei dem er vorher gearbeitet hatte. Den Kanal betrieb er als Creative Producer, Chefredakteur und Autor jeder einzelnen Folge. Inhaltlich drehte sich Techscalibur – ähnlich wie später Nerdscope – um News zu Filmen, Serien und Videospielen. Techscalibur erreichte über 200.000 Abonnenten.
Als Robin Blase 2015 seinen Job bei Mediakraft kündigte, ließ er auch Techscalibur zurück.

### The Mansion
The Mansion war ein zweimonatiges Projekt vom YouTube-Netzwerk Studio71, in dem Robin mit anderen beliebten YouTubern wie Gronkh, Sarazar, MissesVlog, Fabian Siegismund und Behaind gemeinsam in eine Villa in Los Angeles zog, um dort gemeinsam Videos zu drehen. Blase war sowohl vor als auch hinter der Kamera am Kanal beteiligt. The Mansion erreichte in kürzester Zeit 170.000 Abonnenten.
Nach der Zeit in Los Angeles wurde das Projekt beendet. Pläne für eine weitere Staffel in einer anderen Stadt wurden seitens Studio71 nicht weiter verfolgt.

### Nerdscope
Das Projekt wurde im August 2015 unter dem Namen 1080Nerdscope als Pionierprojekt für funk (dem jungen Angebot von ARD & ZDF) zusammen mit dem SWR gestartet. Bis Oktober 2016 lief die Sendung wöchentlich im Fernsehen auf EinsPlus, später dann bei funk und gleichzeitig auf dem YouTube-Kanal DoktorFroid. Blase stand gemeinsam mit Max Krüger (Frodoapparat) und Florian Diedrich (LeFloid) als Moderator vor der Kamera und war als Chefredakteur hinter den Kulissen verantwortlich. Zum Jahreswechsel übernahm Robin Blase 2017 dann außerdem die Produktion und führte die Show rund um Games, Serien und Filme unter dem verkürzten Namen Nerdscope kommerziell mit seiner Produktionsfirma Richtig Cool GmbH weiter.
Finanziert wurde sie ab da durch die Zuschauer mit Patreon, und durch Kooperationen mit Marken wie Sky, Kühne, Yello, Electronic Arts und Warner Bros.
Im September 2017 wurde nach über 100 Videos und zwei Jahren Vollzeit-Arbeit das Projekt eingestellt.

### Lästerschwestern
Im Januar 2018 starteten David Hain und Robin Blase den Podcast Lästerschwestern. Jede Woche diskutieren und lästern die Hosts über YouTube, Influencer, das Internet und aktuelle Themen. Der Podcast erreichte Chartplatzierungen bei iTunes und Spotify unter den Top 10 Podcasts in Deutschland und rund 60.000 Hörern pro Folge. Ende 2018 wurden sie sowohl von Spotify als auch von iTunes als Best Podcast 2018 ausgezeichnet und zählten gleichzeitig zu den meistgedownloadeten neuen Podcasts auf iTunes in 2018.
Im Mai fand die erste Liveshow im Columbia Theater in Berlin statt. Im Juli standen sie beim ersten Auf die Ohren Podcast-Festival auf der Bühne.
Die Folge 121 vom 29. August 2020 war die letzte Folge des Podcasts mit David Hain. Dieser hatte bereits im Frühjahr 2020 eine Pause vom Podcast genommen. Die Folgen 133 bis 250 moderierte Robin Blase mit der Journalistin Lisa Ludwig.  Folge 250 war die letzte Folge mit Lisa Ludwig als feste Moderatorin. Seither werden wechselnde Gäste in den Podcast eingeladen.

### follow me.reports
Seit Februar 2018 ist Robin Blase einer der Hosts von follow me.reports, ein Reportageformat von Funk. In dem Format werden die verschiedenen Lebenswelten junger Menschen vorgestellt. Blases Reportagethemen waren unter anderem Extremsport Free-Ski, die Bundeswehr, arbeitslose Profi-Fußballer, Achterbahn-Bauer, Stand-up-Comedy, den Zoll am Hamburger Hafen, Sanitäter auf dem Wacken Open Air, Pyrotechniker, Gerichtsvollzieher, Stuntwoman, Schornsteinfeger, Jockey und Ladendetektive im Baumarkt.